# Francis Bashforth
Francis Bashforth ([ˈfɹɑːnsɪs 'bɛʃfɔːrθ], Thurnscoe, South Yorkshire, 1819. január 8. – Woodhall Spa, Lincolnshire, 1912. február 12.) angol matematikus és anglikán pap, aki az alkalmazott matematikai kutatásairól ismert.

## A kezdetek, tanulmányai
Anyja Ann Haigh (1795–1868) volt, apja pedig John Bashforth (1792–1862), aki egyházi tulajdonú földeket művelt Thurnscoe-ban. Bashforthnak kilenc fiatalabb testvére volt. Először Brampton Bierlowban, Thurnscoe-tól 7 km-re járt iskolába, majd a doncasteri Doncaster Grammar School diákja lett. 1839. július 3-án felvették a Cambridge-i Egyetem St John's College-ába ún. „sizar” hallgatóként (ösztöndíjat kapott, de azt ki kellett érdemelnie a többi hallgató kiszolgálásával). Itt ismerte meg a szintén matematikát tanuló John Couch Adamset, akivel ugyan gyakran versengtek egyetemi éveik alatt, de később jó barátok lettek. 1843-ban megkapta a BA diplomáját, Adams után a második legjobb eredménnyel. Bashforth később visszatért az egyetemre, hogy elvégezze a BD (Bachelor of Divinity) diplomáját, amelyet 1853-ban fejezett be.

## Munkássága
Lediplomázást követően vasúti építkezéseken dolgozott mérnökként, amellyel fejleszthette az alkalmazott matematikai képességeit. Több cikket is írt a témában. 1850-ben a Church of England diakónusa, majd 1851-ben papja lett. 1857-ben elfogadta, hogy a lincolnshire-i Minting anglikán rektora legyen, és oda is költözött egyetemi földre.
1864 és 1872 között a woolwich-i Királyi Katonai Akadémia alkalmazott matematika professzora volt, ahol a brit hadsereg tisztjeinek tanított ballisztikát. Az ottani ideje alatt a légellenállást tanulmányozta, amely nagyon fontos a ballisztikában. Feltalálta a Bashforth-kronográfot, amellyel levegőben repülő testek sebességét lehetett meghatározni. Tanulmányozta a folyadékcseppek felületi feszültségét is, és John Couch Adamsszel közösen ketten kidolgozták az Adams-Bashforth numerikus integrálási módszert.

## Magánélete
1869. szeptember 14-én vette feleségül Elizabeth Jane Piggottot (1841-1916), akivel egy fiuk, Charles Piggott Bashforth született 1872. július 14-én. Belőle apjához hasonlóan szintén anglikán pap lett.
1912-ben halt meg 93 évesen a lincolnshire-i Woodhall Spa-ban három heti betegeskedés után.

## Munkái
- Bashforth, Francis (1866). „Description of a Chronograph adapted for measuring the varying velocity of a body in motion through the air and for other purposes”, London, Kiadó: Bell and Daldy.
- Bashforth, Francis (1873). „A mathematical treatise on the motion of Projectiles founded chiefly on the results of experiments made with the author's chronograph”, London, Kiadó: Asher and Company.
- Bashforth, Francis, Adams, John Couch (1883). „An attempt to test the theories of capillary action by comparing the theoretical and measured forms of drops of fluid, with an explanation of the method of integration employed in constructing the tables which give the theoretical forms of such drops”, Kiadó: University Press.
- Bashforth, Francis (1890). „Revised account of the experiments made with the Bashforth Chronograph, to find the resistance of the air to the motion of projectiles, with the application of the results to the calculation of trajectories according to J. Bernoulli's method”, Cambridge, Kiadó: Cambridge University Press.
- Bashforth, Francis (1895). „Supplement to a revised account of the experiments made with the Bashforth ...”, Cambridge, Kiadó: University Press.
- Bashforth, Francis (1903). „A Historical Sketch of the Experimental Determination of the Resistance of the Air to the Motion of Projectiles”, Cambridge, Kiadó: Cambridge University Press.
- Bashforth, Francis (1907). „Ballistic experiments from 1864 to 1880”, Cambridge, Kiadó: Cambridge University Press.

## Fordítás
Ez a szócikk részben vagy egészben  a   Francis Bashforth című angol Wikipédia-szócikk ezen változatának fordításán alapul.  Az eredeti cikk szerkesztőit annak laptörténete sorolja fel. Ez a jelzés csupán a megfogalmazás eredetét és a szerzői jogokat jelzi, nem szolgál a cikkben szereplő információk forrásmegjelöléseként.